# Бергенский филармонический оркестр
Бергенский филармонический оркестр (норв. Bergen filharmoniske orkester) — симфонический оркестр, старейший в Норвегии.
Базируется в Бергене. Основан в 1765 году как Музыкальное общество (Det Musicalske Selskab), с 1769 функционировал под названием «Гармоническое общество» (Det Harmoniske Selskab), с 1856 – «Музыкальное общество 'Гармония'» (Musikselskabet Harmonien, часто сокращённо – «Гармония»), современное название с 1986. История оркестра связана с именем Эдварда Грига, который, будучи уроженцем Бергена, участвовал в жизни этого коллектива как творчески, так и материально. В течение нескольких лет он также был главным дирижёром Бергенского оркестра. 
В первые десятилетия своего существования оркестр музыкального общества состоял из 20-30 человек. Постепенно количество музыкантов увеличивалось и в настоящее время в составе оркестра насчитывается около ста исполнителей. Многие музыканты оркестра являются также преподавателями бергенской музыкальной академии имени Грига.
С оркестром в разное время выступали такие выдающиеся солисты, как Мариан Андерсон, своими произведениями за пультом оркестра дирижировали Ян Сибелиус, Карл Нильсен, Аарон Копленд, Витольд Лютославский, Кшиштоф Пендерецкий, Лучано Берио. В оркестре начинал свою исполнительскую карьеру скрипач Уле Булл.
С 1978 года основной концертной площадкой оркестра является концертный зал Grieghallen.

## Руководители оркестра
- Самуэль Линд (1765—1769)
- Беньямин Уле (1769—1770)
- Нильс Хаслунн (1770—1785)
- Уле Педерсен Рёддер (1785—1805)
- Йохан Поульсен (1805—1820)
- Матиас Лундхольм (1820—1827)
- Фердинанд Джованни Шедивы (1827—1844)
- Фердинанд Август Роян (1856—1859)
- Август Фрис (1859—1862)
- Амадеус Вольфганг Мачевски (1862—1864)
- Август Фрис (1864—1873)
- Рихард Хеннеберг (1873—1875)
- Адольф Бломберг (1875—1878)
- Герман Леви (1879—1880)
- Эдвард Григ (1880—1882)
- Ивер Холтер (1882—1886)
- Пер Винге (1886—1888)
- Георг Вашингтон Магнус (1892—1893)
- Юхан Халворсен (1893—1899)
- Христиан Даннинг (1899—1905)
- Харальд Хейде (1907—1948)
- Улаф Хьелланн (1948—1950)
- Карл фон Гарагуй (1952—1958)
- Арвид Фладмё (1958—1961)
- Карстен Андерсен (1964—1985)
- Альдо Чеккато (1985—1990)
- Дмитрий Китаенко (1990—1998)
- Симона Янг (1999—2002)
- Эндрю Литтон (2002–2015)
- Эдвард Гарднер (2015–)